# 尼孔科維奇
49°38′38″N 23°48′9″E / 49.64389°N 23.80250°E
尼孔科維奇（烏克蘭語：Никонковичі），是烏克蘭西部的村莊，隸屬利維夫州的利維夫區。該村面積0.97平方公里，海拔高度289米，2001年人口384，人口密度每平方公里395.88人。